# Дьомкіно (Моргауський район)
Дьо́мкіно (рос. Дёмкино, чув. Кĕçĕн Чураш) — присілок у Чувашії Російської Федерації, у складі Тораєвського сільського поселення Моргауського району.
Населення — 155 осіб (2010; 172 в 2002, 130 в 1979; 155 в 1939, 162 в 1926, 170 в 1906, 138 в 1859).

## Історія
Історичні назви — Єманей, Яманей-каси, Ямані-каси, Яманов. Утворився як виселок села Велике Чурашево. До 1866 року селяни мали статус державних, займались землеробством, тваринництвом, слюсарством, виробництвом одягу. 1929 року утворено колгосп «Броньовик». До 1927 року присілок перебував у складі Чиганарської та Тораєвської волостей Ядрінського повіту. 1927 року присілок переданий до складу Ядрінського, 1939 року — до складу Совєтського, 1956 року — до складу Моргауського, 1959 року — до складу Сундирського, 1962 року — повернуто до складу Ядрінського, 1964 року — повернутий до складу Моргауського району.

## Господарство
У присілку діє магазин.